# Papilio peranthus
Papilio peranthus is een vlinder uit de familie van de pages (Papilionidae). De vlinder komt voor in van Vietnam (de typelocatie) en Indonesië tot de Filipijnen. 

## Kenmerken
De vlinder heeft een spanwijdte van 70 tot 90 millimeter. De grondkleur van de bovenzijde van de vleugels is zwart met flinke groene velden aan de vleugelbases. De onderzijde is bruin met een lichtere buitenrand. Op de achtervleugel bevindt zich langs de buitenrand een rij oogvlekjes.

## Verspreiding en leefgebied
Deze vlindersoort bewoont een groot aantal Indonesische eilanden.

## Ondersoorten
- Papilio peranthus peranthus (Java)
- Papilio peranthus adamantius C. & R. Felder, 1865 (Celebes)
- Papilio peranthus intermedius Snellen, 1890 (Tanadjampea, Bonerate, Kalaotoa)
- Papilio peranthus fulgens Röber, 1891 (Bonerate, Lombok, Sambawa, Flores, Pura, Adonara)
- Papilio peranthus baweanus Hagen, 1896 (Bawean)
- Papilio peranthus transiens Fruhstorfer, 1897 (Lesser Sunda Islands)
- Papilio peranthus insulicola Rothschild, 1896 (Saleyer)